# Zizi Roberts
Kolubah Roberts, detto Zizi (Monrovia, 13 giugno 1979), è un ex calciatore liberiano, di ruolo attaccante o difensore.
Possiede il passaporto spagnolo.

## Carriera

### Club
La sua carriera inizia in patria, presso il Junior Professionals dove ricopre il ruolo di centravanti di sfondamento esordendo a 15 anni. In questo periodo contribuirà a portare il club in prima divisione liberiana, arrivando nel 1996 a vincere il primo scudetto della storia del team.
Nell'estate 1997 passa al Milan su segnalazione di George Weah. Roberts, che aveva in precedenza fallito un provino con il Castel di Sangro, arrivò così in maglia rossonera, dove fu messo alla prova in alcune partite amichevoli di precampionato. Non riuscendo a convincere lo staff milanista, viene mandato in prestito in Serie B al neopromosso Monza.
Nella partita contro il Venezia, entra nel corso del secondo tempo poiché si era addormentato in albergo e non raggiunge la squadra per l'inizio dell'incontro, raggiungendo quindi lo stadio in macchina; in questa partita segna un gol di testa. Partirà dalla panchina per quasi tutta la stagione, concludendo l'annata con un bottino finale di 5 reti. Il club brianteo otterrà la salvezza a fine stagione.
Rientrato a Milano, per la stagione 1998-1999 viene girato in prestito al Ravenna, ancora in Serie B, diventando il primo straniero del club romagnolo; in cambio il Milan ottiene un'opzione sul portiere Marco Roccati. L'allenatore giallorosso Sergio Santarini decide di schierarlo terzino, giocando con più continuità rispetto alla stagione precedente, seppur con meno partite all'attivo. In quella posizione segnerà l'unico gol della sua stagione, un tiro mancino da 30 metri nella vittoria contro il Napoli.
Terminato il prestito, passa con la stessa formula al Bellinzona nel campionato svizzero. Qui giocherà 12 partite.
Dopo il trasferimento di Weah al Chelsea, avvenuto nel gennaio 2000, viene ceduto a titolo definitivo ai greci dello Ionikos. Dopo una stagione passa al Panionios, segnando 13 reti che gli vangolo l'ingaggio da parte dell'Olympiakos. Nel corso della stagione 2001-2002 con i biancorossi del Pireo gioca 8 partite segnando 5 gol, alcuni dei quali in UEFA Champions League.
La sua carriera continua poi negli Stati Uniti, quando nel novembre 2002 si trasferisce ai Colorado Rapids, formando un tridente col connazionale Musa Shannon e col fantasista colombiano Carlos Valderrama. Le condizioni del suo ginocchio non erano ottimali già all'arrivo negli States, e peggiorarono nel corso di quest'esperienza, visto che si aggiunsero ulteriori infortuni; tuttavia in questo periodo venne eletto "Calciatore liberiano dell'anno 2003".
Al termine del contratto con gli statunitensi rimane svincolato: sarà poi costretto ad un lungo stop, conseguenza dell'operazione al ginocchio che si rese necessaria. Sul finire del 2004 approda al Coalisland Na Fianna, formazione del campionato nordirlandese.

### Nazionale
A giugno del 1996 esordisce con la sua Nazionale, nel vittorioso incontro (4-0) contro il Gambia, valevole per il primo turno delle qualificazioni al Campionato mondiale di calcio 1998. In totale ha collezionato 36 presenze e 9 gol con la nazionale maggiore liberiana, partecipando anche alla Coppa d'Africa 2002.

## Statistiche

### Cronologia presenze e reti in nazionale
| Cronologia completa delle presenze e delle reti in nazionale ― Liberia | Cronologia completa delle presenze e delle reti in nazionale ― Liberia | Cronologia completa delle presenze e delle reti in nazionale ― Liberia | Cronologia completa delle presenze e delle reti in nazionale ― Liberia | Cronologia completa delle presenze e delle reti in nazionale ― Liberia | Cronologia completa delle presenze e delle reti in nazionale ― Liberia | Cronologia completa delle presenze e delle reti in nazionale ― Liberia | Cronologia completa delle presenze e delle reti in nazionale ― Liberia |
| Data                                                                   | Città                                                                  | In casa                                                                | Risultato                                                              | Ospiti                                                                 | Competizione                                                           | Reti                                                                   | Note                                                                   |
| ---------------------------------------------------------------------- | ---------------------------------------------------------------------- | ---------------------------------------------------------------------- | ---------------------------------------------------------------------- | ---------------------------------------------------------------------- | ---------------------------------------------------------------------- | ---------------------------------------------------------------------- | ---------------------------------------------------------------------- |
| 23-6-1996                                                              | Accra                                                                  | Liberia                                                                | 4 – 0                                                                  | Gambia                                                                 | Qual. Mondiali 1998                                                    | -                                                                      |                                                                        |
| 6-10-1996                                                              | Kinshasa                                                               | Zaire                                                                  | 0 – 0                                                                  | Liberia                                                                | Qual. Coppa d'Africa 1998                                              | -                                                                      |                                                                        |
| 10-11-1996                                                             | Accra                                                                  | Liberia                                                                | 0 – 1                                                                  | Tunisia                                                                | Qual. Mondiali 1998                                                    | -                                                                      |                                                                        |
| 11-1-1997                                                              | Windhoek                                                               | Namibia                                                                | 0 – 0                                                                  | Liberia                                                                | Qual. Mondiali 1998                                                    | -                                                                      |                                                                        |
| 26-1-1997                                                              | Accra                                                                  | Liberia                                                                | 1 – 2                                                                  | Togo                                                                   | Qual. Coppa d'Africa 1998                                              | -                                                                      |                                                                        |
| 22-2-1997                                                              | Dar es Salaam                                                          | Tanzania                                                               | 1 – 1                                                                  | Liberia                                                                | Qual. Coppa d'Africa 1998                                              | -                                                                      |                                                                        |
| 6-4-1997                                                               | Accra                                                                  | Liberia                                                                | 1 – 0                                                                  | Egitto                                                                 | Qual. Mondiali 1998                                                    | -                                                                      |                                                                        |
| 27-4-1997                                                              | Tunisi                                                                 | Tunisia                                                                | 2 – 0                                                                  | Liberia                                                                | Qual. Mondiali 1998                                                    | -                                                                      |                                                                        |
| 8-6-1997                                                               | Monrovia                                                               | Liberia                                                                | 1 – 2                                                                  | Namibia                                                                | Qual. Mondiali 1998                                                    | -                                                                      | 64’                                                                    |
| 13-7-1997                                                              | Lomé                                                                   | Togo                                                                   | 4 – 0                                                                  | Liberia                                                                | Qual. Coppa d'Africa 1998                                              | -                                                                      | Uscita                                                                 |
| 28-7-1997                                                              | Monrovia                                                               | Liberia                                                                | 1 – 0                                                                  | Tanzania                                                               | Qual. Coppa d'Africa 1998                                              | 1                                                                      |                                                                        |
| 17-8-1997                                                              | Il Cairo                                                               | Egitto                                                                 | 5 – 0                                                                  | Liberia                                                                | Qual. Mondiali 1998                                                    | -                                                                      |                                                                        |
| 16-8-1998                                                              | Monrovia                                                               | Liberia                                                                | 2 – 0                                                                  | Niger                                                                  | Qual. Coppa d'Africa 2000                                              | 1                                                                      |                                                                        |
| 4-10-1998                                                              | Tunisi                                                                 | Tunisia                                                                | 2 – 1                                                                  | Liberia                                                                | Qual. Coppa d'Africa 2000                                              | -                                                                      |                                                                        |
| 24-1-1999                                                              | Monrovia                                                               | Liberia                                                                | 2 – 0                                                                  | Uganda                                                                 | Qual. Coppa d'Africa 2000                                              | 1                                                                      |                                                                        |
| 28-2-1999                                                              | Monrovia                                                               | Liberia                                                                | 1 – 1                                                                  | Algeria                                                                | Qual. Coppa d'Africa 2000                                              | 1                                                                      |                                                                        |
| 9-4-1999                                                               | Annaba                                                                 | Algeria                                                                | 4 – 1                                                                  | Liberia                                                                | Qual. Coppa d'Africa 2000                                              | -                                                                      |                                                                        |
| 5-6-1999                                                               | Kampala                                                                | Uganda                                                                 | 1 – 0                                                                  | Liberia                                                                | Qual. Coppa d'Africa 2000                                              | -                                                                      |                                                                        |
| 20-6-1999                                                              | Monrovia                                                               | Liberia                                                                | 2 – 0                                                                  | Tunisia                                                                | Qual. Coppa d'Africa 2000                                              | -                                                                      |                                                                        |
| 9-4-2000                                                               | N'Djamena                                                              | Ciad                                                                   | 0 – 1                                                                  | Liberia                                                                | Qual. Mondiali 2002                                                    | -                                                                      |                                                                        |
| 23-4-2000                                                              | Monrovia                                                               | Liberia                                                                | 0 – 0                                                                  | Ciad                                                                   | Qual. Mondiali 2002                                                    | -                                                                      |                                                                        |
| 18-6-2000                                                              | Omdurman                                                               | Sudan                                                                  | 2 – 0                                                                  | Liberia                                                                | Qual. Mondiali 2002                                                    | -                                                                      | 63’                                                                    |
| 16-7-2000                                                              | Monrovia                                                               | Liberia                                                                | 3 – 0                                                                  | Capo Verde                                                             | Qual. Coppa d'Africa 2002                                              | 1                                                                      |                                                                        |
| 3-9-2000                                                               | Monrovia                                                               | Liberia                                                                | 4 – 0                                                                  | Mauritius                                                              | Qual. Coppa d'Africa 2002                                              | 1                                                                      |                                                                        |
| 16-12-2000                                                             | Johannesburg                                                           | Sudafrica                                                              | 2 – 1                                                                  | Liberia                                                                | Qual. Coppa d'Africa 2002                                              | -                                                                      | 41’                                                                    |
| 14-1-2001                                                              | Monrovia                                                               | Liberia                                                                | 5 – 1                                                                  | Rep. del Congo                                                         | Qual. Coppa d'Africa 2002                                              | 1                                                                      |                                                                        |
| 28-1-2001                                                              | Accra                                                                  | Ghana                                                                  | 1 – 3                                                                  | Liberia                                                                | Qual. Mondiali 2002                                                    | -                                                                      |                                                                        |
| 25-2-2001                                                              | Monrovia                                                               | Liberia                                                                | 1 – 0                                                                  | Sierra Leone                                                           | Qual. Mondiali 2002                                                    | 1                                                                      |                                                                        |
| 25-3-2001                                                              | Pointe-Noire                                                           | Rep. del Congo                                                         | 0 – 1                                                                  | Liberia                                                                | Qual. Coppa d'Africa 2002                                              | -                                                                      | 40’                                                                    |
| 22-4-2001                                                              | Monrovia                                                               | Liberia                                                                | 2 – 0                                                                  | Sudan                                                                  | Qual. Mondiali 2002                                                    | -                                                                      |                                                                        |
| 5-5-2001                                                               | Port Harcourt                                                          | Nigeria                                                                | 2 – 0                                                                  | Liberia                                                                | Qual. Mondiali 2002                                                    | -                                                                      |                                                                        |
| 1-7-2001                                                               | Monrovia                                                               | Liberia                                                                | 1 – 2                                                                  | Ghana                                                                  | Qual. Mondiali 2002                                                    | -                                                                      |                                                                        |
| 14-7-2001                                                              | Freetown                                                               | Sierra Leone                                                           | 0 – 1                                                                  | Liberia                                                                | Qual. Mondiali 2002                                                    | -                                                                      |                                                                        |
| 19-1-2002                                                              | Bamako                                                                 | Mali                                                                   | 1 – 1                                                                  | Liberia                                                                | Coppa d'Africa 2002 - 1º turno                                         | -                                                                      | 23’                                                                    |
| 25-1-2002                                                              | Bamako                                                                 | Liberia                                                                | 2 – 2                                                                  | Algeria                                                                | Coppa d'Africa 2002 - 1º turno                                         | -                                                                      | 71’                                                                    |
| 16-11-2003                                                             | Monrovia                                                               | Liberia                                                                | 3 – 0                                                                  | Gambia                                                                 | Qual. Mondiali 2006                                                    | 1                                                                      |                                                                        |
| Totale                                                                 |                                                                        | Presenze                                                               | 36                                                                     |                                                                        | Reti                                                                   | 9                                                                      |                                                                        |